# Stazione di Cancelliera
La stazione di Cancelliera è una fermata ferroviaria situata sulla linea Roma-Velletri. Serve la località di Cancelliera, frazione dei comuni di Albano Laziale e Ariccia.

## Storia
La fermata di Cancelliera venne attivata nel 1983.

## Strutture e impianti
La fermata possiede una banchina ed una pensilina che servono l'unico binario passante. In direzione Cecchina, poco dopo la fine della stazione, si trova un passaggio a livello con barriere. La fermata manca di fabbricato viaggiatori e per accedervi bisogna passare dal passaggio a livello.

## Movimento
La stazione è interessata dal traffico generato del servizio FL4 che opera sull'intera linea.

## Interscambi
- Fermata autobus COTRAL